# Долорес Грей
Долорес Грей (англ. Dolores Gray; 7 червня 1924, Чикаго — 26 червня 2002, Манхеттен) — американська актриса і співачка.
Долорес Штайн народилася в штаті Іллінойс в сім'ї Барбари Грей і Генрі Штайна. Вона виграла премію Тоні за роль в музичному фільмі «Карнавал у Фландрії». Пізніше підписала контракт з MGM.

## Фільмографія
- Леді на ніч / Lady for a Night (1942)
- Містер Скеффінгтон / Mr. Skeffington (1944)
- Завжди хорошо погода / It's Always Fair Weather (1955)
- Кісмет Kismet (1955)
- Протилежна стать / The Opposite Sex (1956)
- Створюючи жінку / Designing Woman (1957)